# William Lassell
William Lassell FRS (Bolton, 18 de juny del 1799 - Maidenhead, 5 d'octubre del 1880), va ser un mercant i astrònom anglès.
William Lassell va néixer a Bolton i va ser educat a Rochdale després de la mort del seu pare; va ser ensenyat per a mercant des del 1814 al 1821 a Liverpool. Va fer fortuna amb elaboració de cervesa, la qual cosa el va ajudar a finançar el seu interès per l'astronomia. Va construir un observatori a Starfield, prop de Liverpool, amb un telescopi reflector de 610 mm, amb el qual va ser pioner en l'ús de la muntura equatorial per poder seguir més fàcilment els objectes mentre la Terra girava. Va construir i polir el mirall ell mateix fent servir el seu propi equipament. L'observatori va ser mogut més tard a Bradstones (1854).
El 1846 Lassell va descobrir Tritó, el satèl·lit més gros de Neptú, tot just 17 dies després de la descoberta de Neptú per part de l'astrònom alemany Johann Gottfried Galle. El 1848 va co-descobrir de manera independent Hiperió, un satèl·lit de Saturn. El 1851 va descobrir Ariel i Umbriel, dos noves llunes d'Urà.
Quan la Victòria I del Regne Unit va visitar Liverpool el 1851, Lassell va ser l'únic habitant que va demanar específicament conèixer en persona.
El 1855, Lassell va construir un telescopi de 1200 mm, que va instal·lar a Malta a causa de les millors condicions d'observació en comparació amb Anglaterra. Després del seu retorn al Regne Unit, havent passat diversos anys a Malta, es va traslladar a Maidenhead i va operar el seu telescopi en un observatori en aquesta vila.
Va guanyar la Medalla d'Or de la Reial Societat Astronòmica el 1849, i en va ser el seu president durant dos anys començant el 1870. Va ser elegit membre de la Royal Society el 1849.
Lassell va morir a Maidenhead el 1880, deixant una fortuna de 80.000 lliures esterlines. El seu telescopi va ser cedit al Royal Observatory de Greenwich.
El cràter Lassell a la Lluna, un cràter a Mart i un anell de Neptú estan anomenats en el seu honor.